# Francis Tresham (konspiratör)
Francis Tresham, född cirka 1567, död 23 december 1605 i London, var en av de katolska konspiratörerna som försökte lönnmörda Jakob I av England genom att spränga det engelska överhuset i Westminsterpalatset, i vad som kallas för krutkonspirationen 1605. Tresham värvades till konspirationen den 14 oktober 1605. 
Tresham ska ha haft en hetlevrad personlighet och han beskrevs vara en vild och ostagad man. Jesuitprästen Oswald Tesimond benämnde Tresham som en man med gott omdöme, men han lyfte även fram att Tresham inte riktigt var att lita på. En kort tid efter det att Treshams far hade avlidit, och inte ens en månad innan det tilltänkta sprängdådet, blev han värvad till konspirationen. Konspirationen misslyckades tack vare ett anonymt brev som skickades till William Parker, 4:e baron Monteagle (en av Treshams svågrar) den 26 oktober 1605. Tresham misstänktes ha sänt detta brev och han konfronterades av Robert Catesby och Thomas Wintour, vilka Tresham lyckades övertyga att han var oskyldig till dådet. Efter att konspirationen hade misslyckats var Tresham en av de få konspiratörerna som stannade kvar i London, där han greps den 12 november 1605.
Tresham satt fängslad i Towern och avled där den 23 december 1605 och ställdes därför aldrig inför rätta för sin inblandning i krutkonspirationen. Han halshöggs dock post mortem och hans huvud visades upp i Northampton, bredvid huvudena av Catesby och Thomas Percy. Treshams kropp kastades ned i ett hål vid Tower Hill.

## Biografi

### Liv före 1605
Francis Tresham föddes runt 1567, som den äldste sonen till sir Thomas Tresham vid Rushton Hall i Northamptonshire och Muriel Throckmorton, dotter till sir Robert Throckmorton vid Coughton Court i Warwickshire. Enligt antikvarien Anthony Wood utbildade Tresham sig i Oxford, antingen vid St John's College eller vid Gloucester Hall eller möjligtvis båda; dock nämner författaren Mark Nicholls att det inte verkar finnas några andra belägg för att detta skulle vara sant. Tresham gifte sig 1593 med Anne Tufton, dotter till sir John Tufton vid Hothfield i Kent, och tillsammans fick de tvillingarna Lucy och Thomas (födda 1598) och Elizabeth. Thomas dog i spädbarnsålder medan Lucy blev nunna i Bryssel och Elizabeth gifte sig med sir George Heneage vid Hainton i Lincolnshire.
Sir Thomas, Treshams far (som föddes 1534, mot slutet av Henrik VIII av Englands tid som kung), betraktades av det katolska samfundet som en av dess ledare. Han blev mottagen av den katolska kyrkan 1580 och samma år tillät han jesuiten Edmund Campion att bo i sitt hus i Hoxton. Campion tillfångatogs 1581 och eftersom Thomas hade tillåtit Campion att bo i sitt hus hölls en rättegång mot honom i Stjärnkammaren. Thomas vägrade samarbeta fullt ut med de som förhörde honom och detta ledde till att han fick tillbringa flera år i fängelse och att han fick böta en väsentlig summa pengar. Jakob I av Englands tronföljd proklamerades av Thomas, men kung Jakobs löften till honom om provisioner för skogsbruk och att ta bort böterna för att vägra gå med i den engelska kyrkan höll han inte. Thomas privata ekonomi led stora bakslag på grund av de böter han fick på £7 720 samt att han spenderade £12 200 på äktenskap åt sina sex döttrar. När han slutligen dog den 11 september 1605 var hans egendom skuldsatt med £11 500.
Författaren Antonia Fraser hävdade att när Tresham var yngre var han förbittrad över sin fars auktoritet och därför var han slösaktig med hans pengar. Författarna Peter Marshall och Geoffrey Scott beskrev Tresham som att ha en hetlevrad personlighet medan han av en annan källa har kallats för en vild och ostagad man. Jesuitprästen Oswald Tesimond benämnde Tresham som en man med gott omdöme som kunde ta hand om sig själv, men han ansåg samtidigt att han inte riktigt var att lita på. I sin ungdom attackerade Tresham en man och hans gravida dotter, då han hävdade att de var skyldiga hans far pengar. För detta brott blev han fängslad.

#### Medverkan i uppror och det "spanska förräderiet"
Den 8 februari 1601 slöt Tresham upp i Robert Devereux, 2:e earl av Essex uppror mot Elisabet I av England. Lord Essex var enbart intresserad av sina egna ambitioner, men jesuiten Henry Garnet hävdade att flera av de unga män som slöt upp bakom honom gjorde så av katolska skäl. Efter att Tresham hade blivit fängslad för sina handlingar försökte han överklaga till Catherine Howard, grevinna av Suffolk, men denna överklagan avslogs. Hans syster, lady Monteagle, informerade då hans kusin John Throckmorton, som i sin tur vände sig till tre högt uppsatta präster för hjälp. Vilka dessa tre präster var är oklart, men Tresham blev frisläppt på villkoret att hans far skulle betala £2 100 till William Ayloffe under de följande tre månaderna. Tresham släpptes den 21 juni samma år, men han avskräcktes inte från att vara delaktig i ytterligare konspirationer; under 1602 och 1603 var han inblandad i försök att bättra på de engelska katolikernas levnadssituation genom att vara i kontakt med spanska katoliker. Dessa försök kallades senare för det "spanska förräderiet" av den engelska regeringen och övriga inblandade i diskussionerna med spanjorerna var Thomas Wintour, Anthony Dutton (vilket möjligtvis var ett alias för Christopher Wright) och Guy Fawkes. När Jakob tog över tronen sade dock Tresham till Thomas Wintour (som var vasall åt Treshams svåger William Parker, 4:e baron Monteagle) att kungen hade hela hans stöd och att han inte tänkte diskutera Spanien med honom på något sätt.

### Medverkan i krutkonspirationen

Francis Tresham, porträtt av okänd konstnär.

När kung Jakob efterträdde drottning Elisabet verkade han agera på ett mer tolerant sätt mot olika trosuppfattningar än vad Elisabet tidigare gjort och de katolska engelsmännen hoppades på att de skulle slippa bli förföljda på grund av sin tro. Dock var Robert Catesby, en hängiven katolik från Warwickshire, missbelåten med Jakobs utövande av kungamakt och han planerade därför att lönnmörda kungen i ett sprängdåd mot det engelska överhuset i Westminsterpalatset. I det följande upploppet skulle Catesby hetsa folket att göra revolt och få dem att kröna Elisabet Stuart till drottning. Catesby hade finansierat det mesta av konspirationen själv, men i augusti 1605 började han få slut på pengar. Under ett hemligt möte i Bath samma månad (där Catesby, Thomas Bates, Thomas Wintour och Thomas Percy var närvarande) bestämdes det att konspiratörerna var för få för att kunna genomföra sina planer och Catesby fick lov att involvera fler personer, om han så ville. Bates var den ende av konspiratörerna som öppet protesterade mot idén och Catesby värvade strax därefter Ambrose Rookwood, Tresham och Everard Digby. Tresham hade en årsinkomst på £3 000 och trots sina skulder var han en av de mest förmögna personerna som konspiratörerna kände till. Treshams moster, Anne Throckmorton, var mor till Catesby och de båda kusinerna hade växt upp tillsammans och hade en bra relation. Enligt Fraser var det just detta förhållande, kombinerat med Catesbys härsklystnad, som fick Tresham att gå med i konspirationen.
Trots allt detta, och Treshams inblandning i det "spanska förräderiet", valde konspiratörerna att inte berätta om sina planer för Tresham förrän den 14 oktober 1605, vilket var en kort tid efter att hans far hade avlidit och inte ens en månad innan det tilltänkta sprängdådet. Enligt Tresham själv ägde mötet rum hemma hos hans svåger, lord Stourton, i Clerkenwell. Tresham hävdade att han ifrågasatte Catesby om moraliteten bakom planerna och han ställde frågan om konspirationen skulle fördöma hans själ. Catesby ska då ha svarat att konspirationen inte var fördömande och Tresham ska ha påpekat de faror som katolikerna skulle kunna drabbas av om planerna gick igenom. Catesbys svar ska ha varit att konspirationen var något som var nödvändigt för katolikernas del. Catesby krävde därefter två saker av Tresham: £2 000 och tillgång till Rushton Hall; Catesby fick ingendera. Tresham hade nämligen inga pengar att avvara och hans fars skulder begränsade hans arv. Efter mötet skyndade Tresham sig till Rushton Hall där han gömde familjens privata papper, vilka inte upptäcktes förrän 1838, innan han återvände till London tillsammans med sin mor och systrar. Tresham betalade dock en mindre summa till Thomas Wintour, under förutsättningen att denne skulle resa till Nederländerna. Den 2 november samma år fick Tresham tillstånd att resa utomlands tillsammans med sina vasaller och hästar.

#### Brevet till Monteagle
Tresham deltog i ett möte sent i oktober 1605 tillsammans med flera av de andra konspiratörerna. Under detta möte diskuterades det öde som flera framstående katoliker skulle gå till mötes i och med det tilltänkta sprängdådet. Robert Keyes var särskilt oroad över säkerheten för hans frus arbetsgivare Henry Mordaunt, 4:e baron Mordaunt medan Thomas Percy var speciellt oroad över säkerheten för hans beskyddare Henry Percy, 9:e earl av Northumberland. I Treshams tankar fanns främst två av hans svågrar: William Parker, 4:e baron Monteagle och Edward Stourton, 10:e baron Stourton. Catesby svar till hela diskussionen var att "de oskyldiga måste gå under tillsammans med de skyldiga, hellre än att förstöra chanserna för framgång."
Under tiden som de sista detaljerna för konspirationen bestämdes denna månad mottog Monteagle ett anonymt brev till sitt hus i Hoxton den 26 oktober. Brevet innehöll följande text:
| ”      | Ers Nåd, av den kärlek jag hyser för några av era vänner känner jag en omsorg för att ni väl bevaras. Därför skulle jag råda er, då ni aktar ert liv, att utforma någon sorts ursäkt för att skifta er närvaro vid detta riksmöte; för Gud och människan har kommit överens om att straffa vår tids ondska. Och betrakta icke som ringa detta råd, utan dra er tillbaka till er landsbygd där ni i säkerhet kan invänta händelsen. För om än inget tecken finns på någon uppståndelse vill jag ändå säga att de ska få ett fruktansvärt bakslag, detta riksmöte, och ändå kommer de inte att se vem det är som skadar dem. Detta råd är inte att fördöma, för det kan göra er gott och kan inte göra er någon skada; ty faran är över så fort ni har bränt brevet. Och jag hoppas ni får den nåden att använda det väl, av Gud, till vars heliga skydd jag överlämnar er. | „ |
| – N.N. | |   |

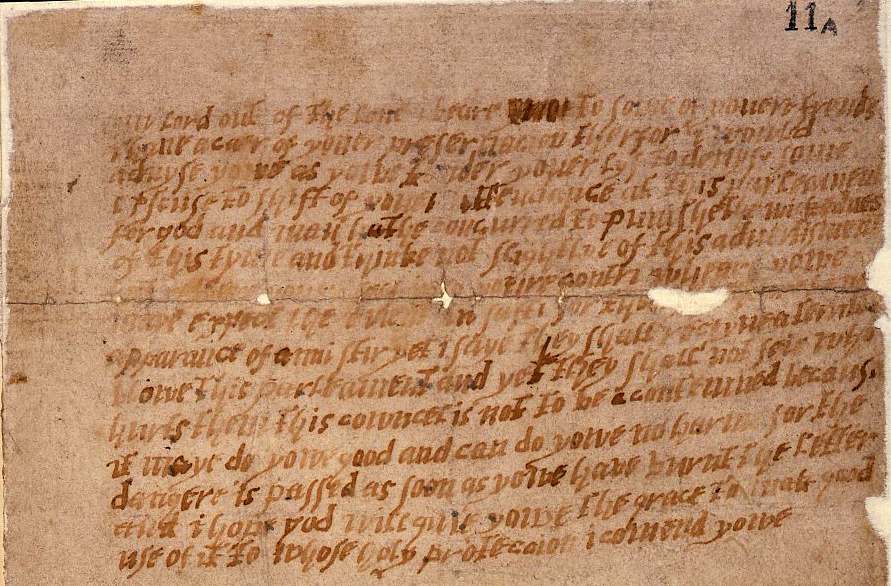
Brevet som skickades till Monteagle den 26 oktober 1605. Vem som faktiskt skrev brevet är inte fastställt, men Tresham har länge varit misstänkt för att vara det anonyma brevets upphovsman.

Monteagle var osäker på det anonyma brevets innehåll så han skickade det till Robert Cecil, 1:e earl av Salisbury, som var Secretary of State vid tillfället.
Tresham har länge varit misstänkt för att vara det anonyma brevets upphovsman. Nicholls hävdar att han är ganska säker på att det var Tresham som skrev brevet och som belägg för detta skriver han att så fort Catesby fick reda på brevets existens misstänkte han omgående Tresham och Catesby gick tillsammans med Thomas Wintour för att konfrontera honom. Catesby och Wintour hotade med att "hänga honom" om Tresham inte kunde bevisa att det inte var han som hade skickat brevet. Tresham lyckades övertyga de båda att han var oskyldig och han skickade ett brev dagen efter där han uppmanade dem att överge planerna för konspirationen. Fraser är av en annan åsikt än Nicholls och hon anser att man inte ska bortse från det faktum att Tresham lyckades övertyga både Catesby och Wintour om sin oskuld. När Tresham låg på sin dödsbädd i Towern nämnde han inte något om detta brev; en försummelse som Fraser anser är meningslös om det nu var så att Tresham var brevets författare. Fraser skriver även att det är viktigt att ta i beaktande att Monteagle vid denna tidpunkt hade blivit hyllad som landets frälsare. Författaren Alan Haynes anser att Tresham med största sannolikhet var den som skrivit brevet, men han lägger även fram möjligheten att Salisbury själv skrev brevet för att på så sätt skydda den som läckt informationen från första början.

#### Konspirationens misslyckande och Treshams gripande
Salisbury kände till att något var i görningen redan innan han mottog Monteagles brev, men han visste inte exakt vad som skulle hända eller vilka som skulle vara inblandade. Han hade därför gjort ett aktivt val att vänta och se. När brevet visades upp för kung Jakob den 1 november 1605 kände han att brevet antydde något som berörde eld och krut; möjligtvis i stil med de explosioner som föregick mordet på hans far, Henry Stuart, lord Darnley, den 10 februari 1567. På lördagen den 2 november bestämde sig riksrådet för att parlamentet skulle genomsökas. Tresham bad nu återigen Catesby och Thomas Wintour att överge planerna för konspirationen, men detta ignorerades. Under ett möte i London söndagen den 3 november sade sig Thomas Percy kunna "stå ut med den yttersta prövningen" för att planerna skulle lyckas. På måndagen den 4 november, samma dag som Catesby och några av de andra konspiratörerna begav sig till Midlands för att börja planera upproret, genomfördes den första genomsökningen, ledd av Thomas Howard, 1:e earl av Suffolk, och då fann de en stor hög med kvistar som låg i ett hörn i källarvalvet under det engelska överhuset. Jakob beordrade att ännu en genomsökning skulle genomföras, vilket skedde runt midnatt natten till den 5 november. Denna genomsökning leddes av Thomas Knyvet, 1:e baron Knyvet och de fann då Fawkes i källarvalvet under det engelska överhuset, där han vaktade kruttunnorna. Fawkes greps på plats.
Fawkes hade under sitt första förhör uppgett att hans namn var John Johnson och att han var vasall åt Percy. Den 6 november gav Jakob order om att denne John Johnson skulle torteras. Någon gång under den 7 november upphörde Fawkes med sin trotsighet och uppgav sin sanna identitet. Dagen därpå började han berätta namnen på de övriga konspiratörerna, men det var inte förrän den 9 november som Tresham nämndes och han tillskrevs endast en mindre roll inom konspirationen. När de andra konspiratörerna hade hört att Fawkes hade blivit gripen flydde de London för Midlands, men Tresham stannade kvar i staden där han greps den 12 november. Han förflyttades till Towern tre dagar senare. Under tiden hade flera av de andra konspiratörerna tagit sig till Holbeche House, nära gränsen till Staffordshire. På morgonen den 8 november anlände Richard Walsh, som var High Sheriff of Worcestershire, tillsammans med en styrka på omkring tvåhundra man till Holbeche House och en eldstrid bröt ut. Under denna eldstrid dödades flera av konspiratörerna, däribland Catesby. De överlevande konspiratörerna greps och fängslades sedermera.

#### Fångenskap och död
Under förhören var Tresham till en början motstridig, men den 13 november började han ge med sig och berätta sin version av händelserna. Han ansåg att hans val att flytta sin familj ur tryggheten i Rushton visade på en man som inte trodde på att han skulle flytta dem närmare själva hjärtat av konspirationen. Tresham erkände sig skyldig endast till att hålla planerna hemliga och han dementerade att han hade varit en aktiv medlem i konspirationen. Vid slutet av månaden hade han dock erkänt sig skyldig till att vara delaktig i det "spanska förräderiet" 1602–1603. Tresham hävdade att han övertalat Thomas Wintour och Thomas Percy att skjuta upp sprängdådet medan han i smyg hade planerat att informera kungens sekreterare, Thomas Lake, om en "puritansk konspiration." Fraser såg Treshams erkännande som väldigt partiskt och att han sade dessa saker för att skydda sin familj. Fraser ansåg även att Treshams erkännande visade på hans opålitlighet.

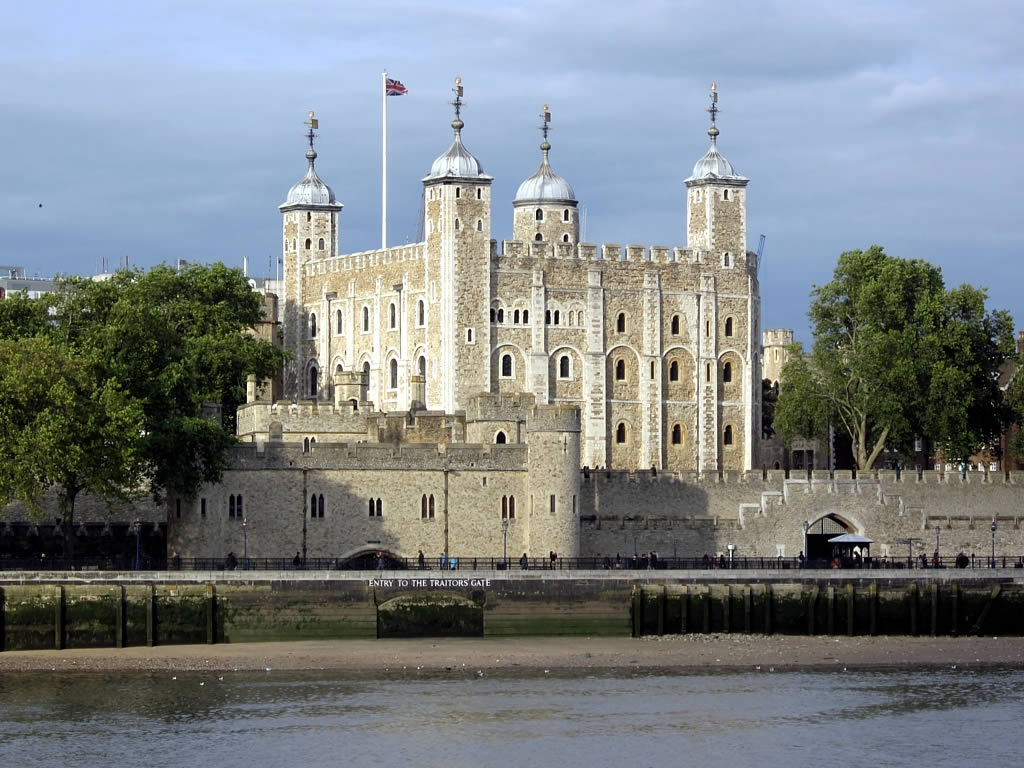
Tresham avled klockan 02.00 den 23 december 1605 i Towern.

Tresham led av blåsspasmer (tenesmus vesicae), vilket orsakades av en inflammation i urinvägarna, och på grund av denna sjukdom försämrades hans hälsa drastiskt i december 1605. William Waad, som var Lieutenant of the Tower of London vid tidpunkten, beskrev Treshams tillstånd som att det blev "sämre och sämre" och han undrade om Tresham skulle leva tillräckligt länge för att kunna ställas inför rätta. Tresham föredrog att bli behandlad av läkaren Richard Foster hellre än Towerns vanliga läkare Matthew Gwinne; tydligen var Foster bättre insatt i Treshams symptom, vilket kan tyda på att Foster hade behandlat liknande symptom hos Tresham tidigare. Tre andra läkare och en sjuksköterska var även med Tresham under hans sista dagar. Utöver dessa fanns även William Vavasour, som enligt rykten var ett oäkta barn till Thomas Tresham och därmed möjligen Treshams styvbror, närvarande. Vavasour var den som skrev ned Treshams erkännande när han låg på dödsbädden eftersom hans fru Anne Tufton tydligen var för upprörd för att göra detta själv. Vavasour skrev även ned en förteckning över Treshams sista timmar i livet. Tresham bad om ursäkt för att ha blandat in Garnet i det "spanska förräderiet" och han använde resten av sitt erkännande på dödsbädden för att bedyra sin oskuld. Tufton och Vavasour bad vid Tresham säng och han avled klockan 02.00 den 23 december 1605. Trots att han aldrig ställdes inför rätta för sina brott halshöggs han post mortem och hans huvud visades upp i Northampton, bredvid huvudena av Catesby och Percy; Treshams kropp kastades ned i ett hål vid Tower Hill. Hans hem ärvdes av hans bror Lewis. Treshams ursäkter nådde aldrig fram till de personer de var tänkta för och brevet, tillsammans med Garnets A Treatise of Equivocation, användes som bevis av åklagaren Edward Coke i rättegången mot Garnet. Dessa skrifter hade hittats tillsammans med flera andra "irrläriga, förrädiska och fördömliga böcker" i Treshams kammare i Inner Temple. Garnet dömdes för landsförräderi och avrättades den 3 maj 1606.